# Маккьюн, Лиза
Ли́за МакКьюн (род. 1971) — австралийская актриса.

## Ранние годы и карьера
В 15-летнем возрасте она впервые появилась на сцене в роли Дороти в адаптации «Волшебников страны Оз».
В 16-летнем возрасте, после окончания школу, Лиза посещала музыкальный театр.
Лиза снимается в кино с 1991 года. В 2008 году играла Сару Браун в телесериале «Парни и куколки». 20 недель играла в Princess Theatre.
Четырёхкратная лауреатка премии «Gold Logie Award», наиболее известная ролями Мэгги Дойл из телесериала «Blue Heelers» и Кейт МакГрегор из «Морской патруль (телесериал, 2007)».

## Личная жизнь
18 февраля 2000 года Маккьюн вышла замуж за Тима Диснея, кинотехника, который был частью команды Blue Heelers. У них родилось трое детей: два сына, Арчер Джеймс Дисней (род. 31 мая 2001) и Оливер Тимоти Дисней (род. в ноябре 2003), и дочь — Реми Элиз Дисней (род.15.06.2005). В 2020 году Маккьюн подтвердила, что развелась с Диснеем.

## Избранная фильмография
| Год  |    | Русское название   | Оригинальное название | Роль  |
| ---- | -- | ------------------ | --------------------- | ----- |
| 1993 | тф | Расплавленное тело | Body Melt             | Шерил |